# Хімічна переробка торфу
Хімічна переробка торфу
З промислових способів хімічної переробки торфу найбільш вивчені наступні:
- екстракція,
- мокре обвуглювання,
- суха перегонка,
- газифікація.

Складний багатокомпонентний склад торфу зумовлює різноманітність тих продуктів, які можна одержати з нього шляхом хімічної та термічної переробки. Так, з 1 т сухого торфу можна одержати (в кг): гумінових кислот — 450, целюлози — 150, бітумів — 150, воску — 40, парафіну — 20, етилового спирту — 45, оцтової кислоти — 15, щавлевої кислоти — 200, кормових дріжджів — 220, аміаку — 1,5-5,0, дьогтю — 80-10, дубильних речовин — 50, фенолів — до 20 тощо.